# Bakening
Bakening (en rus: Бакенинг) és un estratovolcà que es troba al sud de la península de Kamtxatka, Rússia.
El cim s'eleva fins als 2.278 msnm. La major part del volcà es va formar durant el Plistocè, tot i que al vessant nord i nord-est hi ha alguns doms de lava, el més joves dels quals, Novo-Bakening, es va formar fa uns 9.000-10.000 anys, a l'Holocè. Fa uns 8.000-8.500 anys el cim del volcà va col·lapsar per culpa d'una gran esllavissada que va baixar uns 11 quilòmetres cap a l'est i al sud, formant dos llacs al nord-est i a l'est del volcà. Aquesta esllavissada va ser seguida per l'última gran erupció del volcà i un flux piroclàstic. L'última activitat documentada va tenir lloc fa uns 2500 anys, quan es va crear un con de cendres al peu occidental del volcà.